# 千葉県道271号館山停車場線
千葉県道271号館山停車場線（ちばけんどう271ごう たてやまていしゃじょうせん）は、千葉県館山市を起点・終点とする一般県道。

## 概要
JR内房線館山駅東口駅前から千葉県道302号館山富浦線の館山駅東口交差点にいたる通りで、延長はわずか65m。館山駅発着の高速バスなどは当道路を経て千葉県道302号からアクセスされる。
- 起点：館山市北条 内房線館山駅
- 終点：館山市北条 館山駅東口交差点（千葉県道302号館山富浦線）
- 総延長：0.065 km（安房土木事務所管内：0.065 km[1]）
- 重用延長：なし（安房土木事務所管内：0.0 km[1]）
- 実延長：0.065 km（安房土木事務所管内：0.065 km[1]）
- 認定年月日：1971年（昭和46年）6月1日

## 路線状況
平成22年（2010年）度時点での館山停車場線の交通量についてはそれぞれ以下の通りになっている。
| 昼間12時間自動車類交通量 | 昼間12時間自動車類交通量 | 昼間12時間自動車類交通量 | 24時間自動車類交通量 | 24時間自動車類交通量 | 24時間自動車類交通量 |
| 小型車                   | 大型車                   | 合計                     | 小型車               | 大型車               | 合計                 |
| 4597台                   | 400台                    | 4997台                   | 6449台               | 747台                | 7196台               |

ちなみに平成17年（2005年）時の昼夜12時間と24時間の自動車類交通量の合計ではそれぞれ5259台、7205台だった。

幅員構成について道路部幅員・車道部幅員8.40m、車道幅員5.80m。車線数は1車線のみで歩道幅員は存在しないため狭隘路である。

## 接続する道路
- 千葉県道302号館山富浦線（館山駅東口交差点、終点）

## 周辺
- 館山駅
- 館山駅前郵便局
- 千葉興業銀行館山支店